# ビーデール・ガービー
ビーデール・ガービー（Bdale Garbee、発音: [ˈbiːdeɪl ˈɡɑrbiː]）はLinux、とりわけDebianにて業績を残すコンピュータスペシャリストである。彼は、ヒューレット・パッカードのLinux部門CTOを長らく務めた後、現在、Software in the Public Interest(SPI)の会長を務めている。

## 人物
彼は、1990年代中頃からのDebianプロジェクト初期からのDebian開発者である。彼は、1995年にmaster.debian.orgと言う名前を持つオリジナルの開発者用サーバを構築した。彼は、2002年から2003年の1年間、Debianプロジェクトリーダー（Debian Project Leader; DPL）を務めた。彼は、1期目の任期を務めた後、次期DPL選挙に出馬したが、当選しなかった最初のDPLであった。彼は、2004年7月29日から、Debianへの寄付を集めるための非営利組織、Software in the Public Interestの理事(ボードディレクター)を務め、2006年8月1日からはその会長に選出されている。
2008年9月、彼は、フランスのFOSSイベントParis Capitale du Libreにて、その年のFLOSSを代表する人物であるとして、"Lutèce d'Or"賞を受賞している。
彼は、またアマチュア無線愛好家（コールサイン: KB0G、以前はN3EUA、KA3ORUであった）であり、AMSAT、Tucson Amateur Packet Radio（副会長も務めた）、そしてアメリカ無線中継連盟のメンバーである。
彼の名前、"Bdale"は"Barksdale"(バークスデール)の短縮形であり、彼の外祖父アルフレッド・D・バークスデールに敬意を表し与えられた。
2009年のlinux.conf.auにて、彼は27年間蓄えた立派な髭をリーナス・トーバルズに剃られてしまった。もっともこれは、タスマニアデビルの疾病の一つデビル顔面腫瘍性疾患(DFTD)研究に関する寄付のための一環である。両者はオーストラリア・ドルにして$35,000から$40,000を寄付している。
2011年3月、彼はFreedomBox Foundationの理事会への加入（"Board of directors"）、ならびに技術顧問理事会の理事長（"Chairperson of the technical advisory committee"）に就任することを承諾した。
2012年7月、彼は、ヒューレット・パッカード社を退職した。
2013年、彼は、 サムソン社オープンソースグループのシニアアドバイザーをパートタイマーとして勤務した。
2015年、彼は、ヒューレット・パッカード社に復職し、HP Fellow として、CTOオフィスに勤務している。